# Oreste Vaccà
Oreste Vaccà (Pisa, 1878 – Roma, 15 giugno 1899) è stato un militare italiano.
Si ricorda di lui in quanto fu la prima vittima dell'ascensione libera di un pallone militare.

## Biografia
Arruolato divenne geniere della Compagnia Specialistica del III reggimento, reparto poi ridimensionato nel 1923 nell'Aeronautica militare
Il 15 giugno 1899 durante un'esercitazione di ascensione col pallone frenato un colpo di vento sollevò il pallone portandosi dietro Oreste Vaccà che era rimasto attaccato ad una fune, probabilmente per istinto. Alzatosi a quota 600 metri il soldato vide sotto di lui il Tevere e nella speranza di cadervi dentro lasciò la presa morendo sul colpo in seguito allo schianto avvenuto in vicinanza del fiume.